# Piedra Blanca, Guerrero
Piedra Blanca är en ort i Mexiko.   Den ligger i kommunen Atlamajalcingo del Monte och delstaten Guerrero, i den sydöstra delen av landet, 240 km söder om huvudstaden Mexico City. Piedra Blanca ligger 2 156 meter över havet och antalet invånare är 171.
Terrängen runt Piedra Blanca är kuperad åt nordväst, men åt sydost är den bergig. Runt Piedra Blanca är det ganska glesbefolkat, med 43 invånare per kvadratkilometer. Närmaste större samhälle är Malinaltepec, 15,4 km väster om Piedra Blanca. I omgivningarna runt Piedra Blanca växer huvudsakligen savannskog.